# Goffredo Baur
Goffredo Baur   (Regne d'Itàlia, segle XX) va ser un esquiador de fons italià que va competir durant la dècada de 1930. En el seu palmarès destaca una medalla de bronze al Campionat del Món d'esquí nòrdic de 1939.